# Stazione di Lomas de Zamora
La stazione di Lomas de Zamora (Estación Lomas de Zamora in spagnolo) è una stazione ferroviaria della linea Sarmiento situata nell'omonima città della provincia di Buenos Aires.

## Storia
La stazione fu aperta al traffico il 14 agosto 1865.